# 秋元国武
秋元 国武（あきもと くにたけ、1945年 - ）は、徳島県鳴門市出身のアマチュア野球選手（一塁手、外野手）。

## 経歴
徳島県立撫養高等学校では長池徳士の2年後輩。
1963年夏の甲子園県予選準決勝に進むが海南高に敗退。卒業後は法政大学へ進学、一塁手として活躍する。東京六大学野球リーグでは在学中2回の優勝を経験。
1966年秋季リーグでは打率.375で首位打者となり、ベストナイン（一塁手）に選出される。
1967年秋季リーグでは、2年生エース山中正竹を擁し優勝に貢献。大学同期に鶴岡泰、1年下には田淵幸一らがいる。
大学卒業後は日本石油に入社。1968年から都市対抗に7年連続出場。同年の都市対抗では準決勝で河合楽器と対戦、8回に同点本塁打を放つが二塁を踏まなかったと判定され、放棄試合寸前となる「幻の本塁打」事件で知られる。
1969年の産業対抗では決勝に進むが、北海道拓殖銀行に敗れ準優勝にとどまる。同年の社会人ベストナイン（一塁手）に選出され、プロ野球ドラフト会議で、阪急ブレーブスから3位指名されたが入団を拒否。
1970年の都市対抗では準々決勝に進むが、三菱重工神戸の橘谷健らに抑えられ敗退。同年の産業対抗では、丸善石油に補強され外野手(右翼手)として出場。三協精機との決勝では延長10回裏に会田照夫からサヨナラ2点本塁打を放つ。同大会の優秀選手賞を獲得。
1971年の都市対抗でも、奥江英幸の好投もあって準々決勝に進むが丸善石油に敗れた。
1972年の産業対抗は五月女豊の好投もあって勝ち進み、決勝で鐘淵化学を降しチームの初優勝に貢献、優秀選手に選出された。
1973年の産業対抗は準決勝で熊谷組に敗退、この大会でも優秀選手に選出されている。